# Tantième (rémunération)
Un tantième est une rémunération d'un administrateur d'une société commerciale correspondant à un pourcentage du bénéfice net d'une entreprise.

## Législation
En Belgique, des tantièmes peuvent être accordés à la majorité simple de l'assemblée générale et sont déductibles fiscalement.
Au Luxembourg, l'assemblée générale peut décider de les attribuer individuellement ou bien collectivement, la ventilation étant assurée par le conseil d'administration. La société concernée doit réaliser un exercice bénéficiaire.
En France, depuis une loi promulguée le 31 décembre 1975 avec effet pour les exercices après 1977, toute disposition impliquant le payement de tantièmes est réputée non écrite.